# Liste des odonates du canton de Genève
Cette liste recense les odonates répertoriés dans le canton de Genève par un ouvrage de 1996, complété par un ouvrage de 2012.
| Nom binominal                                         | Noms vernaculaires                                        | Famille          | Image |
| ----------------------------------------------------- | --------------------------------------------------------- | ---------------- | ----- |
| Calopteryx splendens splendens                        | Caloptéryx éclatant Caloptéryx splendide                  | Calopterygidae   |       |
| Calopteryx virgo virgo                                | Caloptéryx vierge                                         | Calopterygidae   |       |
| Sympecma fusca                                        | Leste brun Brunette hivernale                             | Lestidae         |       |
| Lestes barbarus                                       | Leste sauvage Leste barbare                               | Lestidae         |       |
| Lestes dryas                                          | Leste dryade Leste des bois                               | Lestidae         |       |
| Lestes sponsa                                         | Leste fiancé                                              | Lestidae         |       |
| Lestes virens                                         | Leste verdoyant                                           | Lestidae         |       |
| Lestes viridis ou Chalcolestes viridis                | Leste vert                                                | Lestidae         |       |
| Platycnemis pennipes                                  | Agrion à larges pattes                                    | Platycnemididae  |       |
| Ischnura elegans                                      | Agrion élégant                                            | Coenagrionidae   |       |
| Ischnura pumilio                                      | Agrion nain                                               | Coenagrionidae   |       |
| Pyrrhosoma nymphula                                   | Nymphe au corps de feu                                    | Coenagrionidae   |       |
| Enallagma cyathigerum                                 | Agrion porte-coupe                                        | Coenagrionidae   |       |
| Erythromma lindenii ou Cercion lindenii               | Agrion à longs cercoïdes                                  | Coenagrionidae   |       |
| Coenagrion hastulatum                                 | Agrion à fer de lance, Agrion hasté                       | Coenagrionidae   |       |
| Coenagrion mercuriale                                 | Agrion de Mercure                                         | Coenagrionidae   |       |
| Coenagrion puella                                     | Agrion jouvencelle                                        | Coenagrionidae   |       |
| Coenagrion pulchellum                                 | Agrion gracieux, agrion joli                              | Coenagrionidae   |       |
| Coenagrion scitulum                                   | Agrion mignon                                             | Coenagrionidae   |       |
| Erythromma najas                                      | Naïade aux yeux rouges                                    | Coenagrionidae   |       |
| Erythromma viridulum                                  | Naïade au corps vert, agrion vert                         | Coenagrionidae   |       |
| Ceriagrion tenellum                                   | Agrion délicat                                            | Coenagrionidae   |       |
| Gomphus pulchellus                                    | Gomphe joli                                               | Gomphidae        |       |
| Gomphus vulgatissimus                                 | Gomphe vulgaire                                           | Gomphidae        |       |
| Onychogomphus forcipatus forcipatus                   | Gomphe à pinces, onychogomphe à pinces                    | Gomphidae        |       |
| Boyeria irene (ou Boyera irene)                       | Æschne paisible                                           | Aeshnidae        |       |
| Brachytron pratense                                   | Æschne printanière                                        | Aeshnidae        |       |
| Aeshna affinis                                        | Æschne affine                                             | Aeshnidae        |       |
| Aeshna cyanea                                         | Æschne bleue                                              | Aeshnidae        |       |
| Aeshna grandis                                        | Grande æschne                                             | Aeshnidae        |       |
| Aeshna isoceles                                       | Æschne isoscèle, Æschne rousse                            | Aeshnidae        |       |
| Aeshna juncea                                         | Æschne des joncs                                          | Aeshnidae        |       |
| Aeshna mixta                                          | Æschne mixte                                              | Aeshnidae        |       |
| Anax imperator                                        | Anax empereur                                             | Aeshnidae        |       |
| Anax parthenope                                       | Anax napolitain                                           | Aeshnidae        |       |
| Cordulegaster bidentatus (ou Cordulegaster bidentata) | Cordulégastre bidenté                                     | Cordulegastridae |       |
| Cordulegaster boltonii                                | Cordulégastre annelé                                      | Cordulegastridae |       |
| Cordulia aenea                                        | Cordulie bronzée                                          | Corduliidae      |       |
| Somatochlora flavomaculata                            | Cordulie à taches jaunes, Chlorocordulie à taches jaunes  | Corduliidae      |       |
| Oxygastra curtisii                                    | Cordulie à corps fin                                      | Corduliidae      |       |
| Libellula depressa                                    | Libellule déprimée                                        | Libellulidae     |       |
| Libellula fulva                                       | Libellule fauve                                           | Libellulidae     |       |
| Libellula quadrimaculata                              | Libellule quadrimaculée                                   | Libellulidae     |       |
| Orthetrum albistylum                                  | Orthétrum à stylets blancs                                | Libellulidae     |       |
| Orthetrum brunneum                                    | Orthétrum brun                                            | Libellulidae     |       |
| Orthetrum cancellatum                                 | Orthétrum cancellé                                        | Libellulidae     |       |
| Orthetrum coerulescens                                | Orthétrum bleuissant                                      | Libellulidae     |       |
| Crocothemis erythraea                                 | Libellule écarlate, crocothémis écarlate                  | Libellulidae     |       |
| Sympetrum danae                                       | Sympétrum noir                                            | Libellulidae     |       |
| Sympetrum depressiusculum                             | Sympétrum à l'abdomen déprimé                             | Libellulidae     |       |
| Sympetrum flaveolum                                   | Sympétrum jaune d'or                                      | Libellulidae     |       |
| Sympetrum fonscolombii                                | Sympétrum à nervures rouges, sympétrum de Fonscolombe     | Libellulidae     |       |
| Sympetrum meridionale                                 | Sympétrum méridional                                      | Libellulidae     |       |
| Sympetrum pedemontanum                                | Sympétrum du Piémont                                      | Libellulidae     |       |
| Sympetrum sanguineum                                  | Sympétrum rouge-sang                                      | Libellulidae     |       |
| Sympetrum striolatum                                  | Sympétrum à côté strié, sympétrum fascié, sympétrum strié | Libellulidae     |       |
| Sympetrum vulgatum                                    | Sympétrum vulgaire                                        | Libellulidae     |       |
| Leucorrhinia albifrons                                | Leucorrhine à front blanc                                 | Libellulidae     |       |
| Leucorrhinia dubia                                    | Leucorrhine douteuse                                      | Libellulidae     |       |
| Leucorrhinia pectoralis                               | Leucorrhine à gros thorax                                 | Libellulidae     |       |